# Мироненко, Александр Алексеевич
Алекса́ндр Алексе́евич Мироне́нко (19 апреля 1918; село Яхники Лохвицкого уезда Полтавской губернии — 17 июля 1999; город Москва) — советский лётчик-ас истребительной авиации ВВС Военно-морского флота в годы Великой Отечественной войны и военачальник, Герой Советского Союза (22.07.1944). Генерал-полковник авиации (16.06.1965), заслуженный военный лётчик СССР (1965), кандидат военно-морских наук (1967).

## Биография

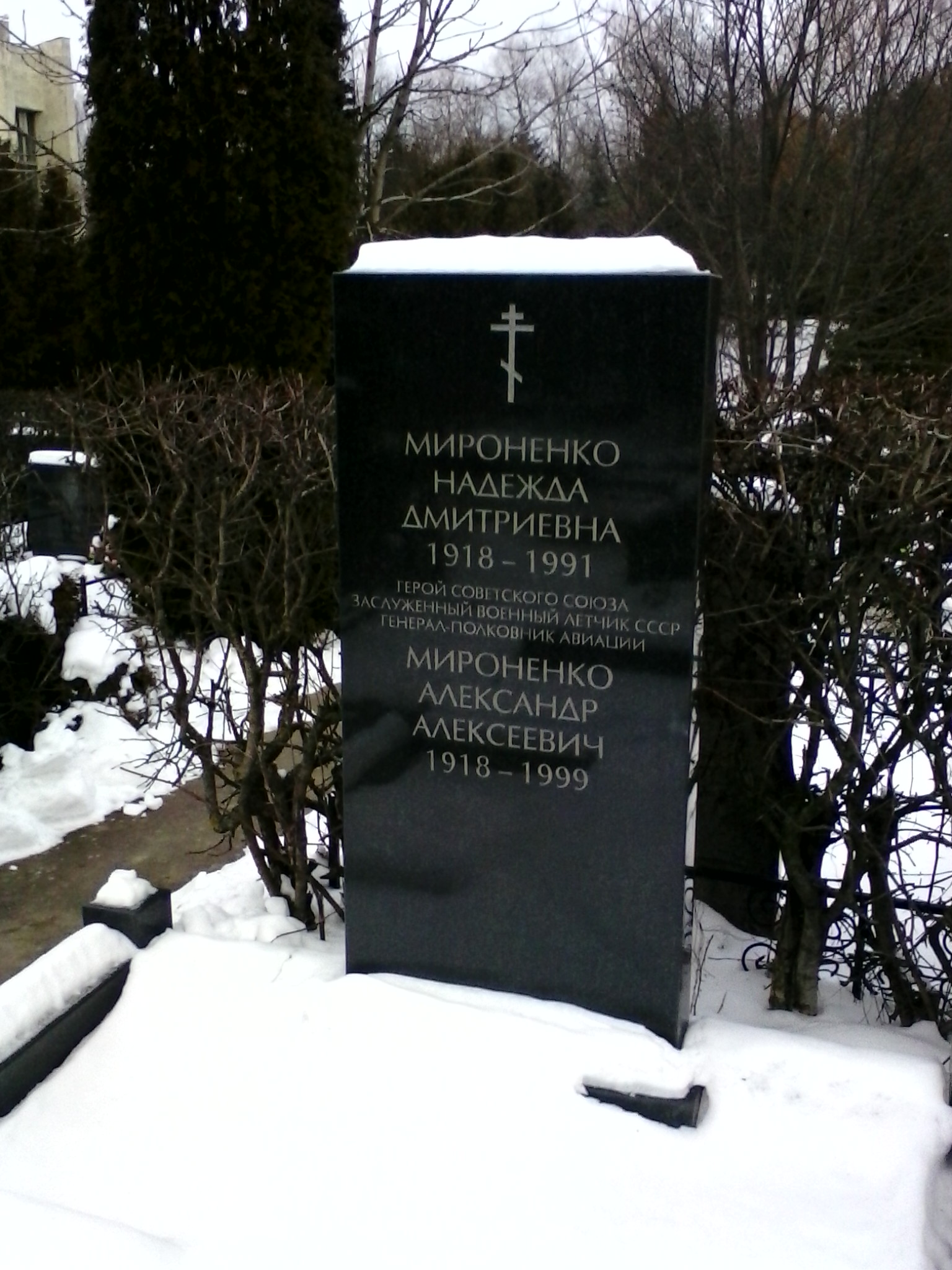
Могила Мироненко на Троекуровском кладбище Москвы.

Родился 19 апреля 1918 года в селе Яхники Лохвицкого уезда Полтавской губернии. Детство и юность провёл в городе Краснодар. В 1936 году окончил 10 классов школы, в 1937 году — 1 курс Ленинградского военно-механического института.
В ВМФ с августа 1937 года. В 1940 году окончил Ейское военно-морское авиационное училище имени И. В. Сталина. Сначала был оставлен младшим лётчиком и лётчиком-инструктором в училище, но затем в том же 1940 году направлен лётчиком в 5-й истребительный авиационный полк ВВС Балтийского флота. Член ВКП(б) с 1941 года.
Участник Великой Отечественной войны: в июне-сентябре 1941 — командир звена 5-го истребительного авиационного полка ВВС ВМФ, в сентябре 1941 — августе 1942 — командир звена 71-го истребительного авиационного полка ВВС ВМФ, в августе 1942 — январе 1943 — командир авиационной эскадрильи 11-го истребительного авиационного полка ВВС ВМФ. В январе-мае 1943 — командир 12-й отдельной истребительной авиационной эскадрильи ВВС ВМФ, в июне 1943 — мае 1945 — командир 13-го (с июля 1944 — 4-го гвардейского) истребительного авиационного полка ВВС ВМФ. Всю войну прошёл в составе ВВС Балтийского флота.
Участвовал в обороне Таллина, обороне Ленинграда, в прорыве блокады Ленинграда, в Выборгско-Петрозаводской, Прибалтийской и в Восточно-Прусской наступательных операциях, а также в блокаде Курляндской группировки противника. Свыше 100 боевых вылетов совершил на прикрытие с воздуха «Дороги жизни», а также как одному из наиболее опытных лётчиков ему было поручено сопровождать транспортные самолёты с эвакуированными из блокадного Ленинграда детьми.
Практически весь 1941 год и первую половину 1942 года подавляющее большинство боевых вылетов ввиду сложной ситуации на сухопутном фронте совершал не на борьбу с вражеской авиацией, а на штурмовки и разведку наземных войск противника. За большой урон живой силе и технике противника (уничтожил 7 танков и танкеток, 47 автомашин, 65 конных подвод и др.) был в июле 1942 года представлен к званию Героя Советского Союза, но в награждении было отказано.
К маю 1944 года совершил 629 боевых вылетов, провёл 32 воздушных боя, сбил лично 12 и в группе 4 самолётов противника. Сам был сбит один раз в самом начале войны, 7 июля 1941 года, но сумел произвести вынужденную посадку, но за несколько минут до этого одержал и свою первую воздушную победу, сбив немецкий бомбардировщик в группе с товарищами.
За образцовое выполнение боевых заданий Командования на фронте борьбы с немецкими захватчиками и проявленные при этом отвагу и геройство, Указом Президиума Верховного Совета СССР от 22 июля 1944 года подполковнику Мироненко Александру Алексеевичу присвоено звание Героя Советского Союза с вручением ордена Ленина и медали «Золотая Звезда».
За время войны совершил 671 боевой вылет на истребителях И-15бис, МиГ-3, Як-7Б и Як-9, по данным наградных документов в 74 воздушных боях сбил лично 16 и в составе группы 5 самолётов противника (по данным исследований М. Ю. Быкова, количество подтверждённых воздушных побед значительно меньше — 6 сбитых лично и в составе группе 4 самолёта противника.
До октября 1945 года продолжал командовать истребительным авиаполком (ВВС Балтийского флота). В 1948 году окончил Военно-морскую академию имени К. Е. Ворошилова. С декабря 1948 года командовал 7-й истребительной авиадивизией (ВВС 5-го ВМФ). С февраля 1949 — помощник командующего ВВС 5-го ВМФ по ВВС, с сентября 1952 — командир 106-го истребительного авиакорпуса ПВО (ВВС Тихоокеанского флота). Частями корпуса по приказаниям его командира А. Мироненко с середины 1952 по конец 1954 года были сбиты 7 самолётов, нарушивших воздушное пространство СССР, большинство — самолёты ВВС США.
С августа 1954 — вновь помощник командующего ВВС Тихоокеанского флота. В мае 1956 — январе 1971 — командующий ВВС Черноморского флота. В 1969 году окончил Высшие академические курсы при Военной академии Генерального штаба Вооружённых сил СССР.
В январе 1971 — августе 1974 — начальник штаба авиации ВМФ, а в августе 1974 — июле 1982 — командующий авиацией ВМФ. С 1982 года — научный консультант в Научно-техническом комитете ВМФ. С декабря 1987 года генерал-полковник авиации А. А. Мироненко — в отставке.
Работал референтом в Научно-техническом комитете ВМФ.
Являлся главным военным консультантом художественного фильма «Случай в квадрате 36-80».
Депутат Верховного Совета Украинской ССР 7-го созыва (в 1967—1971 годах).
Жил в Москве. Умер 17 июля 1999 года. Похоронен на Троекуровском кладбище в Москве.

## Награды и звания
- Герой Советского Союза (22.07.1944)
- 3 ордена Ленина (24.11.1942; 22.07.1944; 31.10.1967)
- Орден Октябрьской Революции (21.02.1978)
- 3 ордена Красного Знамени (24.09.1941; 3.11.1943; 22.06.1944)
- Орден Ушакова 2-й степени (23.05.1945)
- Орден Отечественной войны 1-й степени (11.03.1985)
- 2 ордена Красной Звезды (26.02.1953; 9.03.1956)
- Орден «За службу Родине в Вооружённых Силах СССР» 3-й степени (30.04.1975)
- Ряд медалей СССР
- Заслуженный военный лётчик СССР (19.08.1965)

иностранные награды
- Крест Храбрых (Польша, 19.12.1968)[9]
- Медаль «Братство по оружию» (Польша)
- Медаль «За укрепление дружбы по оружию» 1-й степени (ЧССР)
- Медаль «60 лет Монгольской Народной Армии» (1981)

## Воинские звания
- лейтенант (3.08.1940)
- старший лейтенант (10.02.1942)
- капитан (15.05.1942)
- майор (28.07.1943)
- подполковник (14.07.1944)
- полковник (22.02.1949)
- генерал-майор авиации (27.01.1951)
- генерал-лейтенант авиации (18.02.1958)
- генерал-полковник авиации (16.06.1965)

## Сочинения
- Мироненко А. А. (в соавт.) Авиация Военно-Морского Флота в Великой Отечественной войне. — М.: Знание, 1986.
- Мироненко А. А. Авиация Военно-Морского Флота в послевоенные годы. // Военно-исторический журнал. — 1978. — № 12. — С. 25-32.
- Мироненко А. А. Мы сделали всё, что смогли… // Морской сборник. — 1999. — № 8. — С. 38-42.

## Память
В городе Севастополь (Крым) на доме, в котором жил А. А. Мироненко, установлена мемориальная доска.